# Lena & Gabor
| Recensione | Giudizio |
| ---------- | -------- |
| AllMusic   | [ 1 ]    |

Lena & Gabor è un album discografico a nome di Lena Horne e Gabor Szabo, pubblicato dall'etichetta discografica Skye Records nella primavera del 1970.

## Tracce

### LP
Lato A
1. Rocky Raccoon – 3:27 (John Lennon, Paul McCartney)
2. Something – 3:08 (George Harrison)
3. Everybody's Talkin' – 2:52 (Fred Neil)
4. In My Life – 2:52 (John Lennon, Paul McCartney)
5. Yesterday When I Was Young – 3:58 (Charles Aznavour, Herbert Kretzmer)

Lato B
1. Watch What Happens – 4:00 (Michel Legrand, Norman Gimbel, Jacques Demy)
2. My Mood Is You – 4:45 (Carl Sigman)
3. Message to Michael – 3:14 (Hal David, Burt Bacharach)
4. Nightwind – 3:35 (Robert Scott, Robert Kessler)
5. The Fool on the Hill – 3:35 (John Lennon, Paul McCartney)

## Musicisti
- Lena Horne - voce
- Gabor Szabo - chitarra
- Eric Gale - chitarra
- Cornell Dupree - chitarra
- Richard Tee - organo
- Chuck Rainey - basso elettrico
- Grady Tate - batteria
- Gary McFarland - arrangiamenti e conduttore musicale, orchestrazione strumenti
- Sconosciuti - sezione strumenti a fiato e strumenti ad arco
- Howard Roberts - orchestrazione vocale, arrangiamento parti corali

Note aggiuntive
- Gary McFarland e Gabor Szabo - produttori
- Norman Schwartz in associazione con Ralph Harris - produttore esecutivo
- Registrazioni effettuate nei mesi di ottobre e novembre del 1969 al A&R Studios di New York City, New York (Stati Uniti)
- Dave Sanders - ingegnere delle registrazioni, supervisore delle registrazioni
- David Stahlberg - design grafica[3]